# Simfonia núm. 8 (Mozart)
La Simfonia núm. 8 en re major, K. 48, és una composició de Wolfgang Amadeus Mozart acabada el 13 de desembre de 1768. Fou escrita a Viena poc abans que la família tornés a Salzburg. L'autògraf es conserva actualment en la Staatsbibliothek Preusischer Kulturbesitz de Berlín.
La simfonia està instrumentada per a dos oboès, dues trompes, dues trompetes, timbales i corda. La inclusió de trompetes i timbales és inusual en les primeres simfonies de Mozart; per aquest motiu, s'ha descrit la simfonia com una "obra cerimonial ".
Consta de 4 moviments:
1. Allegro, en compàs 3/4
2. Andante, en compàs 2/4
3. Menuetto & Trio, en compàs 3/4
4. Molto allegro, en compàs 12/8

El primer moviment comença amb salts descendents realitzats pels violins, seguits d'escales. Aquests conjunts de figures alternen entre els instruments de corda i els de vent. El segon moviment és només per a instruments de corda i comença amb un tema dins d'àmbit melòdic estret que es va expandint fins al final. El tercer moviment és un minuet amb ràpids passatges per part de la corda, però també inclou trompetes i timbales. En el Trio no hi participen ni trompetes ni timbales. El moviment final és una giga, en la que el tema principal no apareix al final del moviment, un fet que resulta molt inusual.